# Anthime Ier de Constantinople
Pour les articles homonymes, voir Anthime.
Anthime Ier, aussi connu sous le nom d'Anthème de Trébizonde, fut patriarche de Constantinople de juin 535 à sa déposition en mars 536. Il est le dernier homme d'église de première importance à défendre explicitement le monophysisme.

## Biographie
Avant son élection comme patriarche, il était évêque de Trébizonde. Il était considéré comme un partisan du concile de Chalcédoine, et c'est à ce titre qu'il avait participé aux négociations avec les monophysites organisées par l'empereur Justinien en 532. Cependant, il avait été converti secrètement au monophysisme par Sévère d'Antioche, qui séjournait à cette époque à Constantinople, logé au palais impérial par l'impératrice Théodora. Anthime fut élu patriarche grâce à l'appui de cette dernière, en infraction avec le droit canonique, car il était interdit de transférer un évêque d'un siège à un autre. C'est une fois qu'il fut élu que chacun put voir qu'il sympathisait avec Sévère d'Antioche.
Après son élection, Anthime se montra en public et tint des réunions dans la capitale avec deux monophysites syriens, Pierre d'Apamée et l'ancien stylite Zoaras. Il parla d'en revenir à l'Hénotique, et dans son interprétation anti-chalcédonienne. Les partisans du concile de Chalcédoine se mobilisèrent : une délégation de moines de la capitale, de Palestine et de Syrie rencontra le patriarche et exigea de lui une profession de foi chalcédonienne. Anthime refusa.
Le pape Agapet Ier arriva à Constantinople en février 536. Le patriarche Éphrem d'Antioche, adversaire violent des monophysites, avait préalablement pris contact avec lui. Aussitôt le pape présent, les membres chalcédoniens du clergé de la capitale lui dénoncèrent leur patriarche.
Le pape refusa de reconnaître la légitimité d'Anthime en se plaçant sur le terrain du droit canonique : son transfert d'un siège à l'autre était illégal. Justinien commença par menacer Agapet, mais céda rapidement. Anthime déposa le pallium, insigne de sa dignité, sur l'autel de sa cathédrale, ce qui signifiait une démission, et partit se réfugier auprès de Théodora et de Sévère. Il fut remplacé par Mennas.
Anthime reparut en public en 548 alors que beaucoup pensaient qu'il était mort[réf. nécessaire]. Dans les années suivantes, il fit figure, avec Théodose d'Alexandrie, autre patriarche déposé, résidant aussi à Constantinople, de chef du parti monophysite. L'empereur Justinien tint des conférences avec eux.